# Cantonul Tartas-Ouest
Cantonul Tartas-Ouest este un canton din arondismentul Dax, departamentul Landes, regiunea Aquitania, Franța.

## Comune
- Bégaar
- Beylongue
- Boos
- Carcen-Ponson
- Laluque
- Lesgor
- Pontonx-sur-l'Adour
- Rion-des-Landes
- Saint-Yaguen
- Tartas (parțial, reședință)
- Villenave